# Instytut Ekonomiki i Organizacji Przemysłu Spożywczego
Instytut Ekonomiki i Organizacji Przemysłu Spożywczego – jednostka naukowo-badawcza Ministra Przemysłu Spożywczego i Skupu powołana w celu prowadzenia prac naukowych, rozwojowych i wdrożeniowych w obszarze przemysłu spożywczego.

## Powstanie Instytutu
Na podstawie zarządzenie Prezesa Rady Ministrów z 1980 r. w sprawie utworzenia Instytutu Ekonomiki i Organizacji Przemysłu Spożywczego ustanowiono Instytut. Nadzór nad Instytutem sprawował Minister Przemysłu Spożywczego i Skupu.

## Zakłady naukowe tworzące Instytut
Instytut powstał w drodze przekształcenia:
- Zakładu Ekonomiki i Organizacji Przemysłu Spożywczego Instytutu Przemysłu Fermentacyjnego,
- Zakładu Ekonomiki i Organizacji Przemysłu Instytutu Przemysłu Mięsnego i Tłuszczowego,
- Zakładu Ekonomiki i Organizacji Instytutu Przemysłu Cukrowniczego,
- Resortowego Ośrodka Organizacji Pracy i Informatyki,
- Ośrodka Doskonalenia Kadr Kierowniczych,
- Departamentu Studiów i Rozwoju Ministerstwa Przemysłu Spożywczego i Skupu,

## Przedmiot działania Instytutu
Przedmiotem działania Instytutu było prowadzenie prac naukowo-badawczych, rozwojowych i wdrożeniowych na potrzeby przemysłu spożywczego, w zakresie ekonomiki, organizacji i zarządzania, a w szczególności:
- opracowywanie prognoz, programów rozwojowych, analiz i ekspertyz, dotyczących podstawowych problemów rozwoju przemysłu spożywczego,
- doskonalenie rozwiązań systemowych i struktur organizacyjnych oraz form i metod pracy i zarządzania,
- prowadzenie resortowego systemu informacyjnego dla zarządzania, z wykorzystaniem elektronicznej techniki obliczeniowej,
- doskonalenie kadry kierowniczej.

## Zniesienie Instytutu
Na podstawie zarządzenie Prezesa Rady Ministrów z 1982 r. w sprawie połączenia Instytutu Ekonomiki Rolnej oraz Instytutu Ekonomiki i Organizacji Przemysłu Spożywczego w Instytut Ekonomiki Rolnictwa i Gospodarki Żywnościowej nastąpiło połączenie instytutów.